# Haus Pennekamp

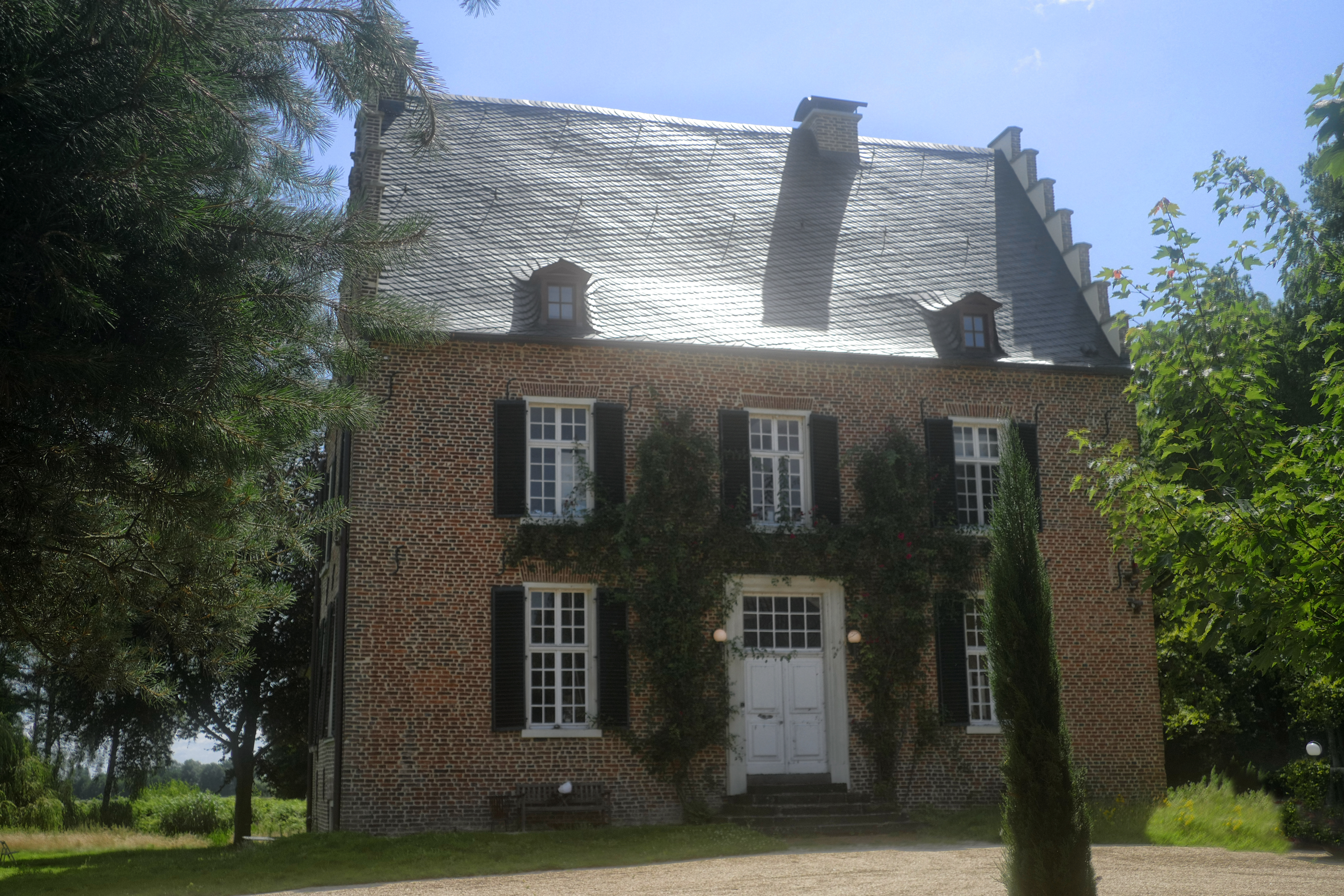
Ansicht vom Tor

Haus Pennekamp, auch Penekamp oder Peenekamp, ist ein ehemaliges adeliges Lehnsgut in Isselburg-Anholt, das noch heute als privates Wohngebäude genutzt wird. Es steht als Baudenkmal unter Schutz. 

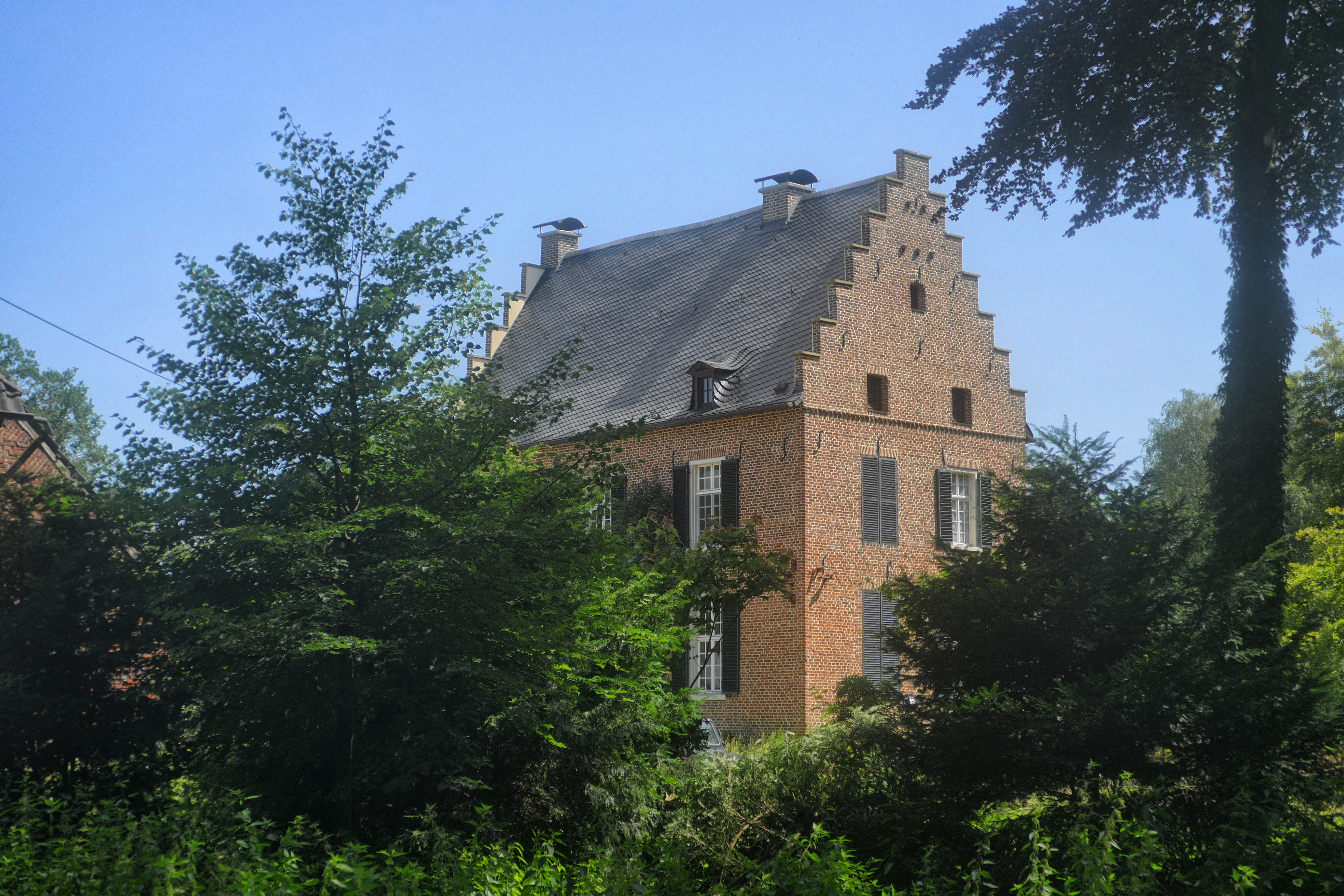
Ansicht von der Straße

## Geschichte und Beschreibung
Das Gut wurde 1497 im Besitz einer Familie von Meverden urkundlich erwähnt. In einem Lehnsbuch aus dem Jahr 1533 wird Haus Pennekamp neben dem Haus Hardenberg als weiteres adeliges Gut der Herrschaft Anholt genannt. Im 17. Jahrhundert soll es einer Familie von Basten gehört haben. 1774 erwarb es Ludwig zu Salm-Salm. Fortan befand sich das Gut im Besitz der Fürsten zu Salm-Salm, danach besaß es der salm-salm’sche Hofrat Peter Franz Noël. Als dessen Sohn, der salm-salm’sche Geheimrat Jeremias Gottfried von Noël, gestorben war, stand es 1835 als Rittergut erneut zum Verkauf. Im 19. Jahrhundert lebten dort Angehörige des westfälischen Adelsgeschlechts von Beesten.
Das von parkartigem Waldgelände umgebene Haupthaus ist ein zweigeschossiger Rechteckbau aus rotem Backstein mit Stufengiebel an den Schmalseiten. Das Satteldach ist mit Schiefer gedeckt. Ein Sandstein am linken Giebel nennt in arabischen Ziffern das Jahr 1565 und markiert den Wiederaufbau des Gebäudes als Herrenhaus. Wohl im späten 18. Jahrhundert wurden die Fenster barock verändert und vergrößert. Die Trauffassade zeigt drei Achsen mit Rechteckfenstern und hölzernen Fensterfaschen. In der Mittelachse weist sie eine Doppeltür mit Oberlicht auf, welches von profiliertem, weißgestrichenem Gewände gerahmt ist. Die Giebelseiten, über die mittig einst wohl Kamine verliefen, zeigen je Geschoss zwei Fenster. Die Umbauten des 18. Jahrhunderts weisen Merkmale niederländischer Architektur auf: Über den Fenstern, die als Schiebefenster ausgebildet waren, wurden scheitrechte Entlastungsbögen eingebaut. Die Fenstergewände der Rückseite wurden in Backstein neu ausgeführt. Ab 1988 fanden Restaurierungsarbeiten statt.